# Azul Brazilian Airlines
Pour les articles homonymes, voir Azul.
Azul est une compagnie aérienne brésilienne créée en 2008 par David Neeleman. Son siège social se situe à Barueri et son hub principal est à l'aéroport de Campinas Viracopos, proche de Sao Paulo, au Brésil. Elle bénéficie de l'assistance technique de JetBlue Airways, compagnie américaine également fondée par David Neeleman.

## Histoire
Lors de sa création en 2008, un concours fut lancé afin de choisir le futur nom de la compagnie et le public vota pour Azul ("bleu" en portugais). Le premier vol d'Azul a été réalisé le 15 décembre 2008 entre les aéroports de Viracopos/Campinas et de Salvador de Bahia. Azul entend développer un réseau de liaisons inter-régionales et internationales.

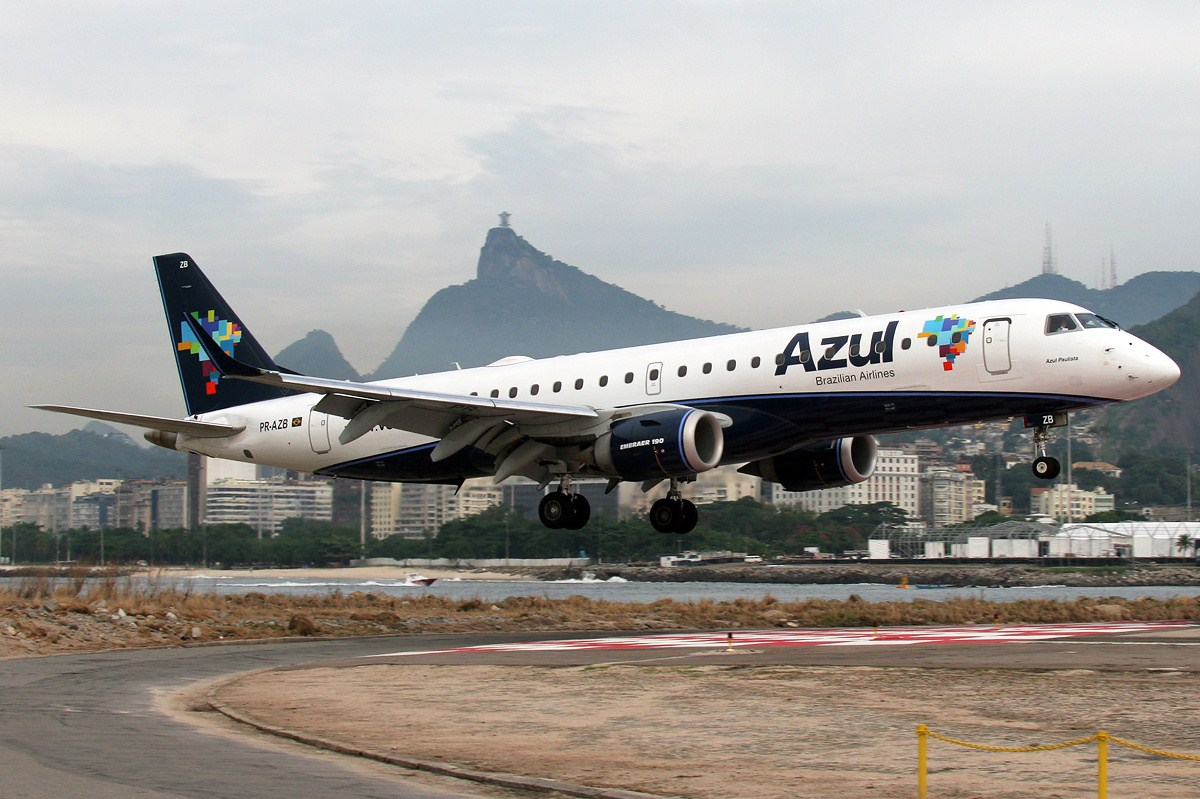
Embraer 190 d'Azul à l'Aéroport Santos Dumont, Rio de Janeiro.

Elle a commencé son exploitation avec 3 Embraer 195 et 2 Embraer 190, ces deux derniers étaient loués auprès de JetBlue Airways
En 2024, la compagnie dessert plus de 160 destinations internes au Brésil, vers l'Uruguay, le Portugal, les États-Unis, la France et Curaçao. Avec une moyenne de 900 vols par jour, Azul est la plus grande compagnie aérienne du pays, en nombre de vols et villes desservies.
En mai 2012, Azul acquiert TRIP Linhas Aéreas, la plus grande compagnie aérienne de vols régionaux au Brésil. En 2013, les autorités brésiliennes donnent l'autorisation de la fusion des deux compagnies sous certaines restrictions notamment à propos de partages de codes avec TAM Airlines et l'octroi de créneaux à l'aéroport de Santos Dumont à Rio de Janeiro. L'approbation finale est prononcée en mai 2014 et la marque TRIP cesse d'exister au profit de Azul Linhas Aéreas.
En 2014, la compagnie aérienne lance ses premières liaisons internationales de Campinas vers Fort Lauderdale (Floride, États-Unis) le 2 décembre et vers Orlando (Floride, États-Unis) le 15 décembre, toutes deux opérées en A330-200.
Le 24 novembre 2015, il a été annoncé que le groupe chinois HNA, propriétaire de Hainan Airlines, investirait 450 millions de dollars dans Azul, devenant ainsi son principal actionnaire individuel. Cet investissement fait suite à celui de 100 millions de dollars réalisé par United Airlines en juin 2015.
Le 11 mars 2019, Azul signe un accord pour acquérir les actifs d'Avianca Brasil, prévoyant la réembauche de l'ensemble du personnel d'Avianca Brasil, l'inclusion de sa flotte d'avion dans la flotte d'Azul ainsi que la fusion des deux compagnies, avec la marque Azul prenant le pas sur Avianca Brazil, qui cesse d'exister à la suite du rachat.
En août 2018, Hainan Airlines vend sa participation dans Azul pour environ 300 millions de dollars, après avoir déjà vendu des participations dans cette dernière en 2018 et en 2016.

## Flotte

### Développement de flotte
Azul a débuté ses opérations en 2008 avec 3 Embraer 195 et 2 Embraer 190, par la suite le nombre d'avions a rapidement atteint 76 Embraer 195.
En 2015, la compagnie a annoncé la commande de 35 Airbus A320neo directement auprès d'Airbus. En plus de cela, 20 appareils seront loués auprès de AerCap et 8 autres auprès de GECAS, soit un total de 63 A320neo attendus par Azul. La même année, la compagnie conclue une commande de 21 Embraer E195-E2 assortie d'une option pour 20 exemplaires.
En Septembre 2017, la compagnie passe commande auprès d'Avolon pour 5 A330-900neo
En 2018, Azul augmente sa commande de 30 Embraer E195-E2, soit un total de 50 appareils attendus
En mai 2019, la compagnie reçoit son premier A330-900. En septembre de la même année, Azul reçoit son premier E195-E2 paré d'une livrée "Company Values" lors d'une cérémonie dans les usines du constructeur brésilien à Sao José dos Campos.
En septembre et décembre 2022, Azul a pris livraison de 2 A350-900 (PR-AOY et PR-AOW) d'occasion, provenant de Hong Kong Airlines. Après seulement un an d'exploitation, principalement entre Campinas et Paris-Orly, les appareils sont retirés de la flotte de transférés à Thai Airways.
En décembre 2023, Azul passe une commande incrémentale auprès d'Airbus pour l'achat de 4 A330-900 supplémentaires.

### Flotte actuelle
Au 10 avril 2025, la flotte de la compagnie est composée des appareils suivants: 
| Flotte Passager  | Flotte Passager | Flotte Passager     | Flotte Passager | Flotte Passager | Flotte Passager | Flotte Passager | Flotte Passager |
| Avion            | En service      | Commandes restantes | Configuration   | Configuration   | Configuration   | Configuration   | Notes |
| Avion            | En service      | Commandes restantes | B               | E+              | E               | Total           | Notes |
| ---------------- | --------------- | ------------------- | --------------- | --------------- | --------------- | --------------- | --- |
| Airbus A320neo   | 51              | 12                  |                 | 30              | 144             | 174             | PR-YSI, PR-YSH, PR-YSR et PR-YSK en livrées Walt Disney World. |
| Airbus A321neo   | 6               | 7                   |                 | 42              | 172             | 214             | PR-YJF en livrée "Minnie Mouse" Walt Disney World. |
| Airbus A330-200  | 6               |                     | 20              | 100             | 151             | 271             | Seront remplacés par les A330-900 |
| Airbus A330-200  | 6               | 35                  | 48              | 159             | 242             |                 | Seront remplacés par les A330-900 |
| Airbus A330-900  | 2               | 4                   |                 | 12              | 365             | 377             | PR-ANB et PR-ANC hérités de Thai Air Asia X. Ces deux avions conservent la configuration de leur ancien opérateur (pas de classe business et classe éco en 3-3-3 et sans écran personnel) |
| Airbus A330-900  | 5               | 4                   | 34              | 96              | 168             | 298             | PR-ANV en livrée "Pink Ribbon" |
| ATR 72-600       | 42              |                     |                 |                 | 70              | 70              | |
| Embraer 195      | 42              |                     |                 |                 | 118             | 118             | |
| Embraer 195-E2   | 24              | 51                  |                 |                 | 136             | 136             | Premier appareil livré (PR-PJN) arborant une livrée "Company Values". PR-AEF peint en livrée "Tropical Spix's Macaw"                                                                      |
| Cessna 208B      | 24              |                     |                 |                 | 9               | 9               | |
| TOTAL            | 202             | 73                  |                 |                 |                 |                 | |
| Flotte Cargo     |                 |                     |                 |                 |                 |                 | |
| Boeing 737-400SF | 2               |                     | Cargo           | Cargo           | Cargo           | Cargo           | |
| Airbus A321 P2F  | 2               |                     | Cargo           | Cargo           | Cargo           | Cargo           | PS-AJA ET PS-AJB : Devraient entrer en service début 2025 |

## Galerie

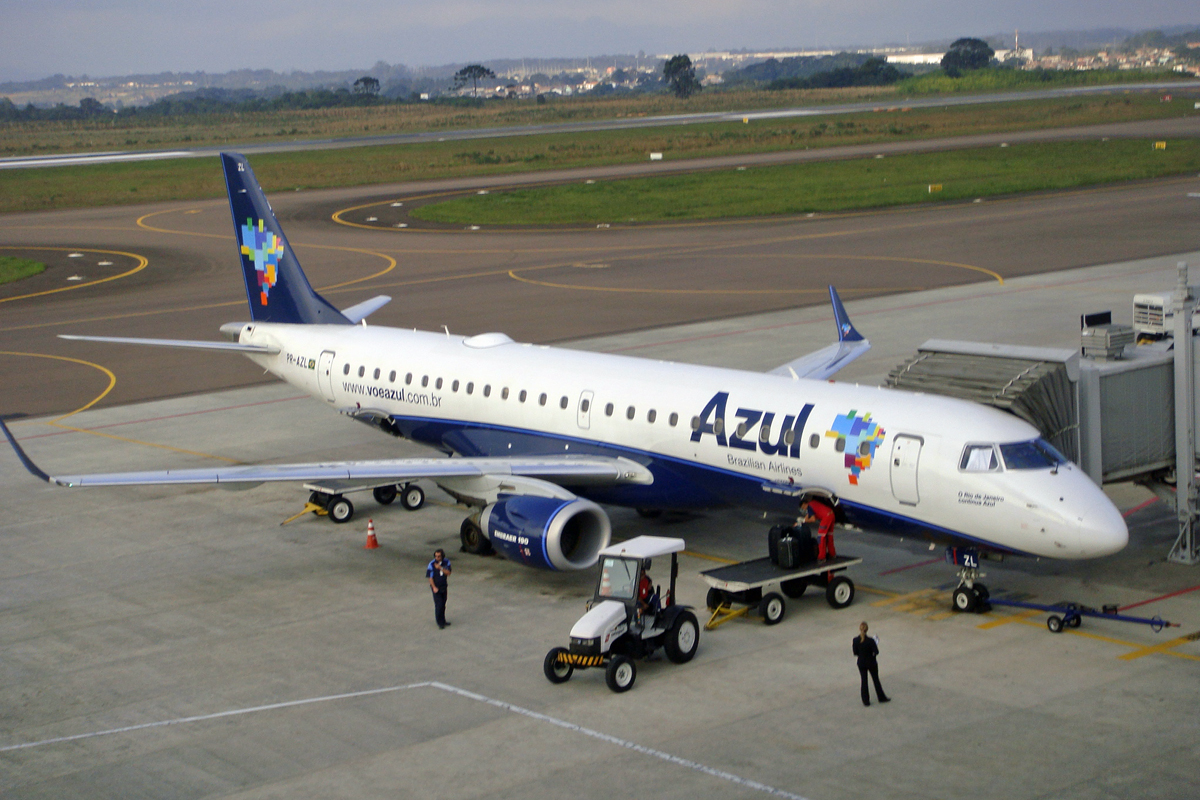
Embraer 190
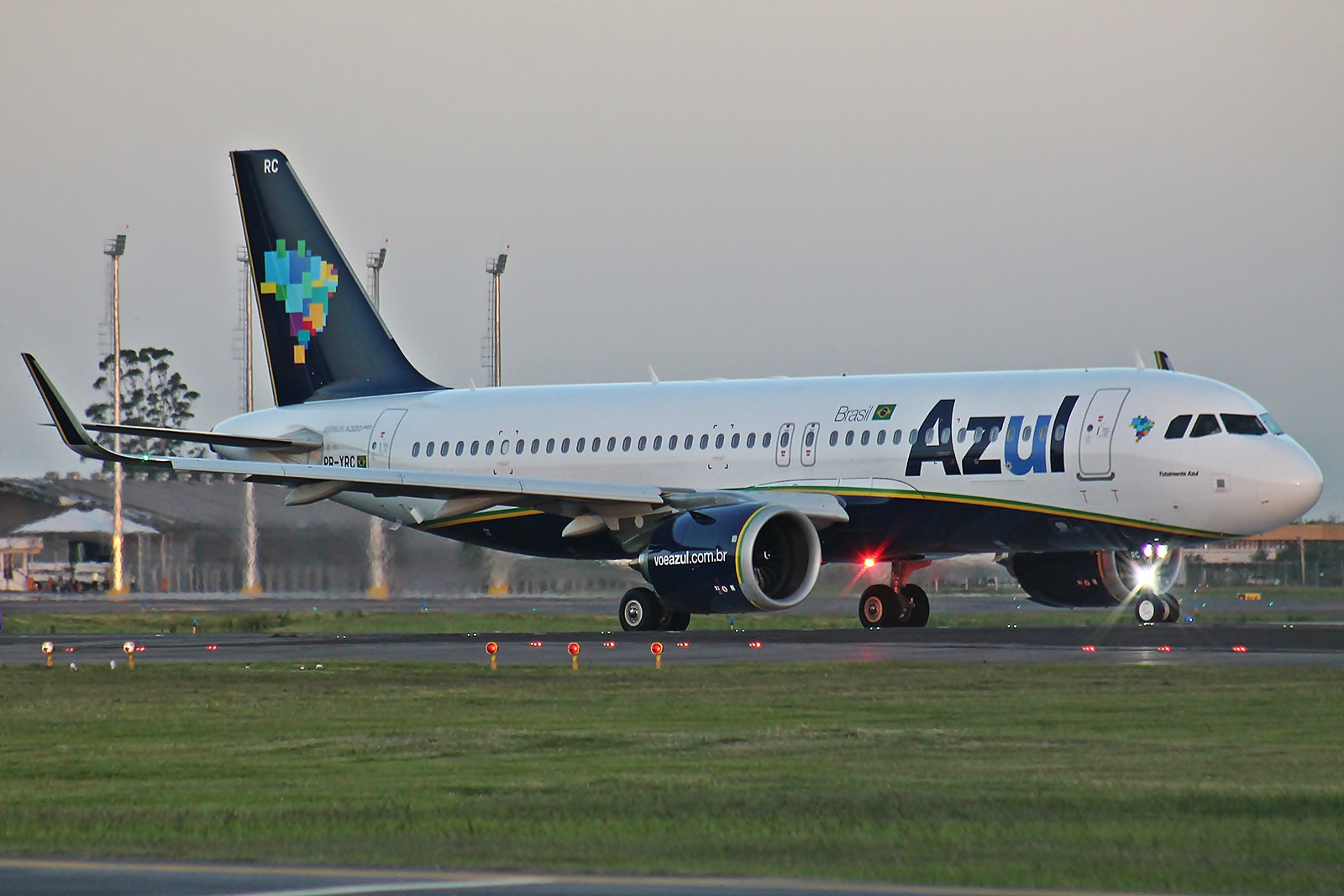
Airbus A320neo
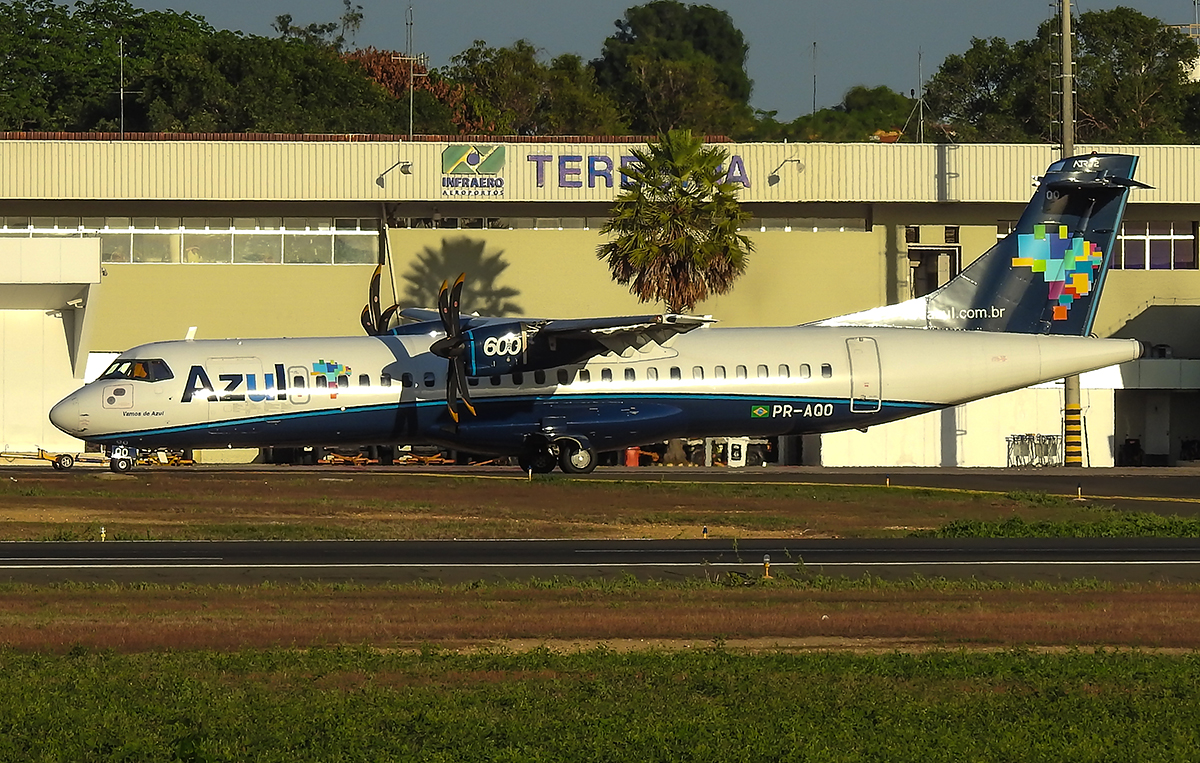
ATR 72-600 (72-212A)
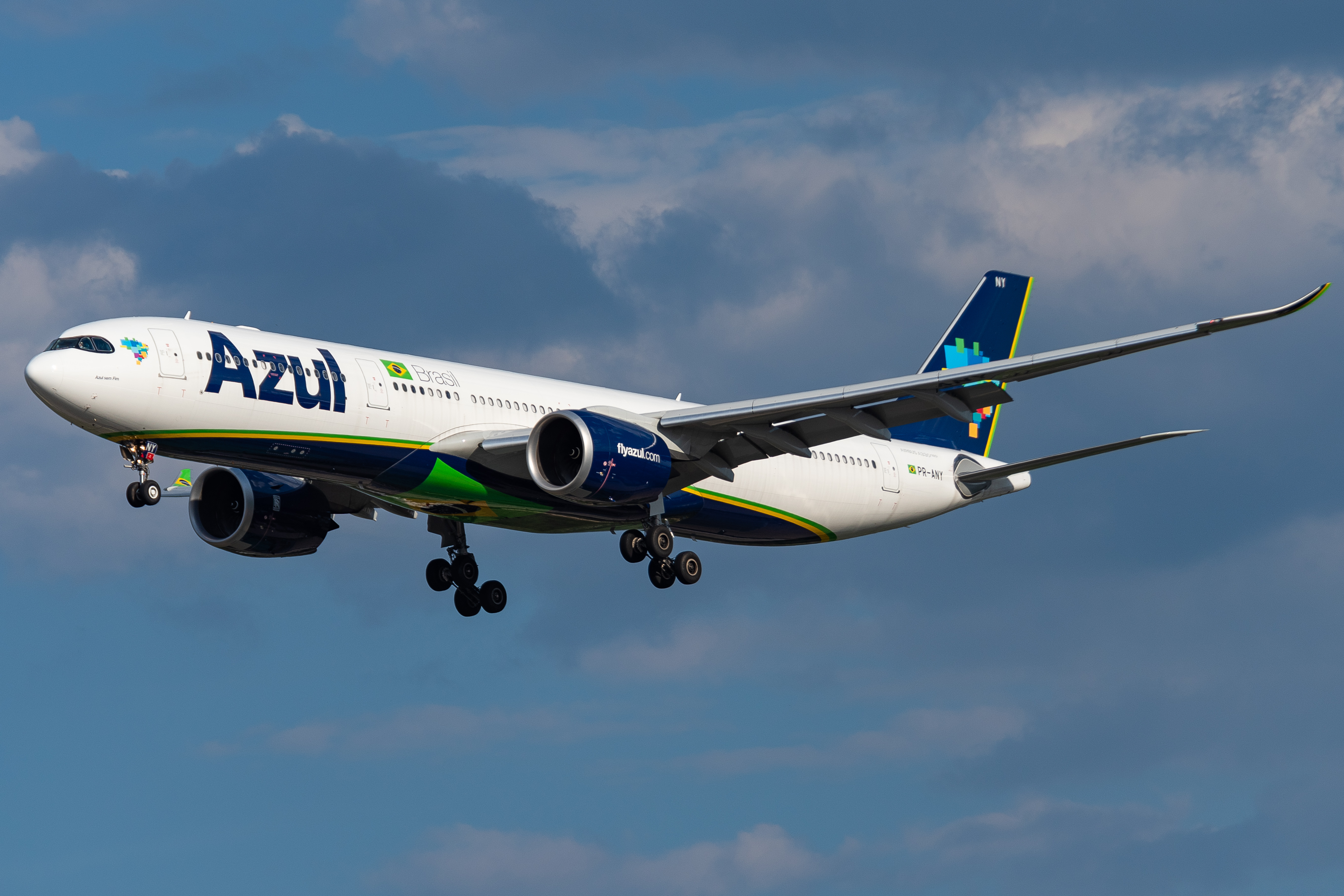
Airbus A330-900neo
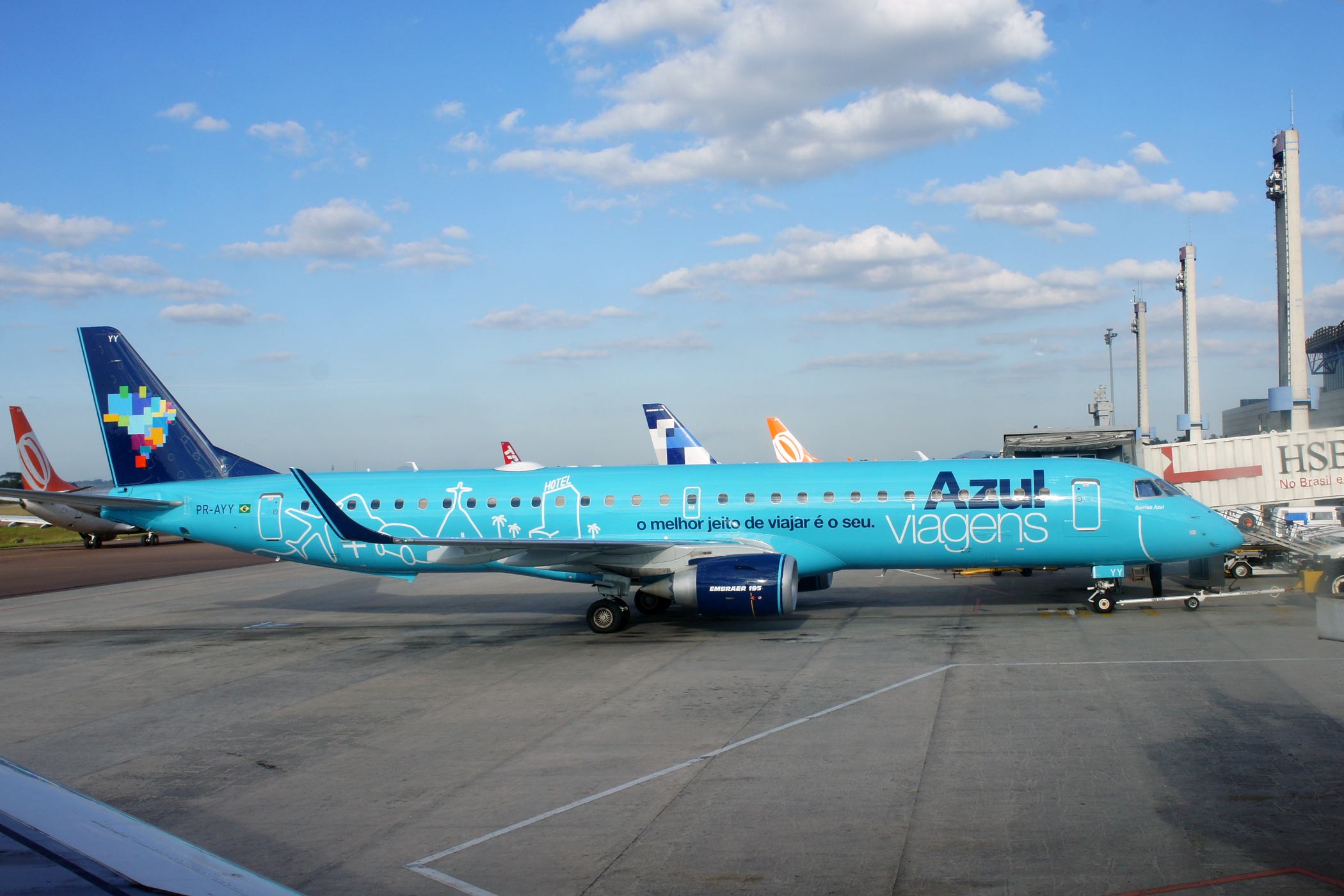
Embraer 195 (Azul Linhas Aéreas Brasileiras)
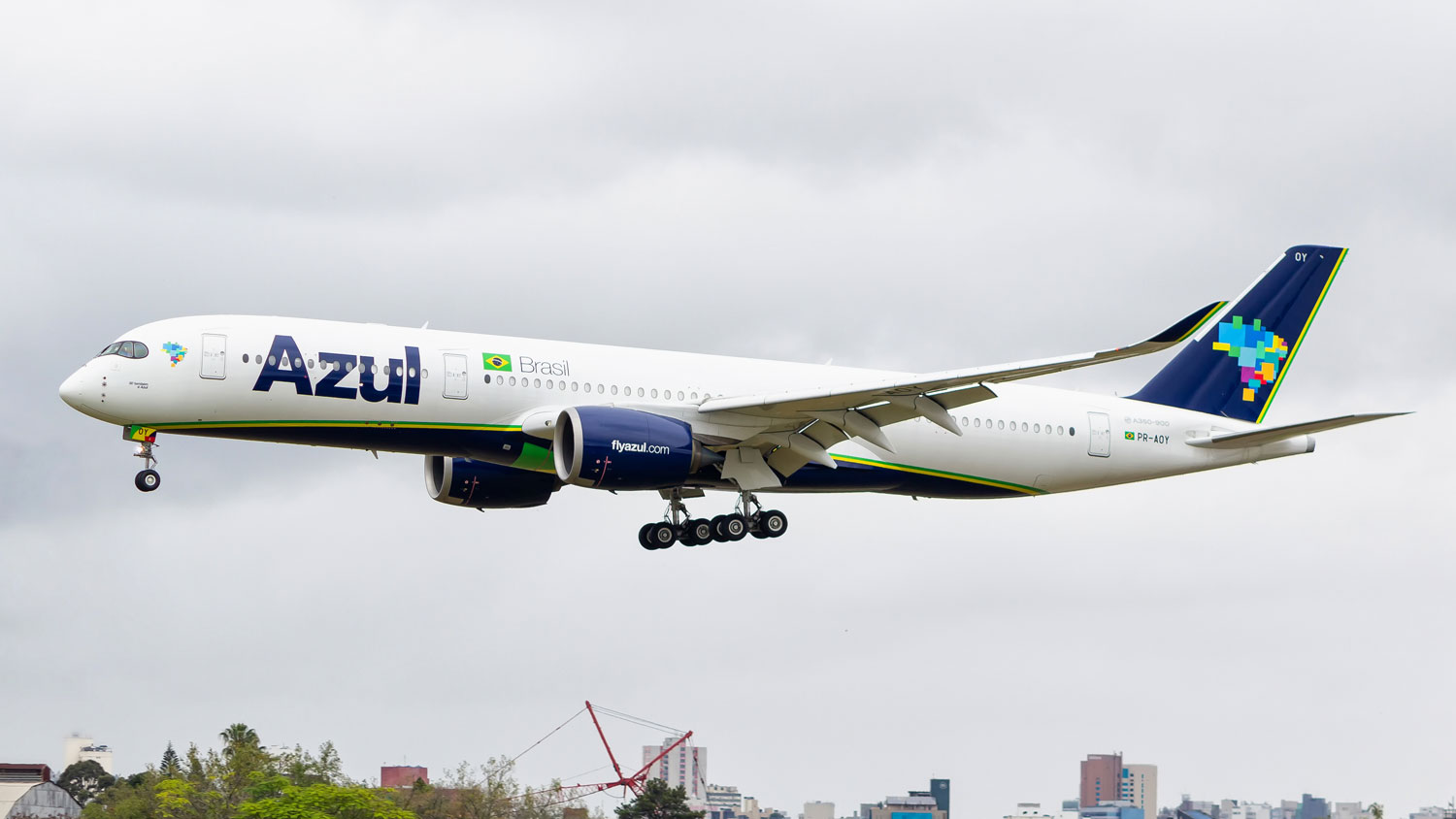
Airbus A350
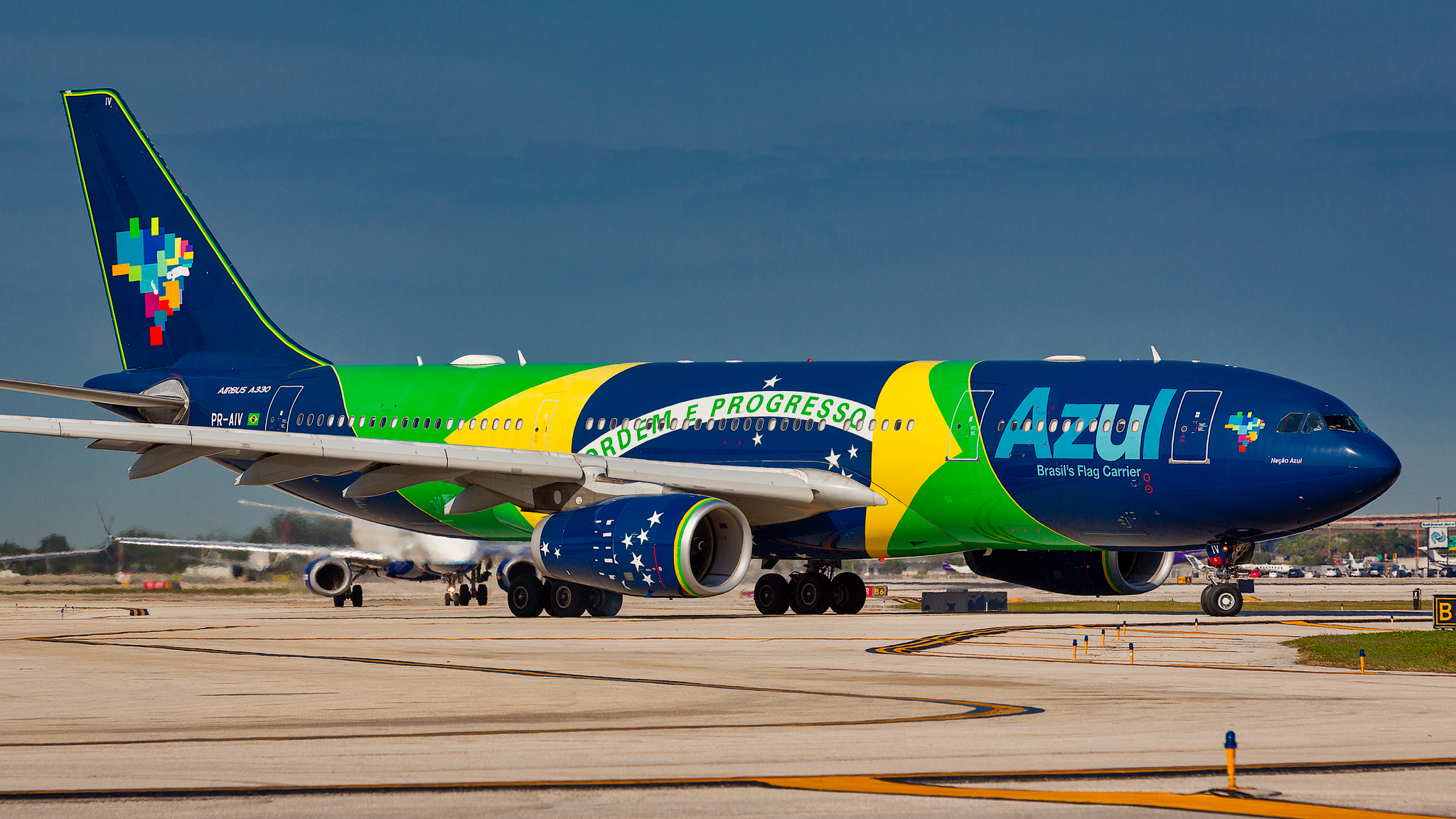
Airbus A330-200 avec la livrée Brasil
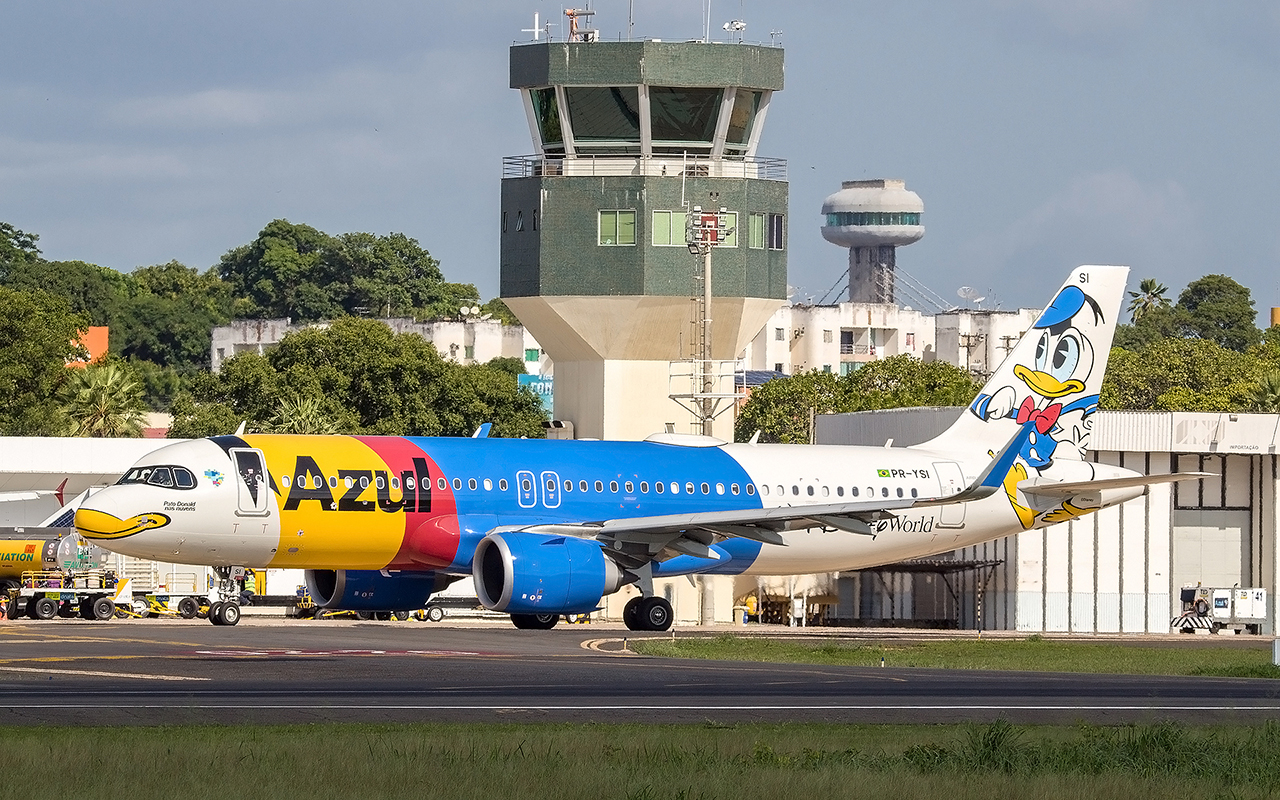
Airbus A320neo livrée Disney